# اسلون ویلسون
اسلون ویلسون (انگلیسی: Sloan Wilson; ۸ مهٔ ۱۹۲۰ – ۲۵ مهٔ ۲۰۰۳) رمان‌نویس اهل ایالات متحده آمریکا بود.
ویلسون دو بار ازدواج کرد، ابتدا با الیز پیکهارت در سال ۱۹۴۱. آنها سه فرزند داشتند: ربکا ویلسون، دیوید اسلون ویلسون و لیزا. ربکا یک پرستار، دیوید یک زیست‌شناسی فرگشتی و لیزا یک نویسنده است. همسر دوم او بتی استفنز بود که در سال ۱۹۶۲ با او ازدواج کرد. آنها یک دختر به نام جسی داشتند.